# Florentino Tirante
Florentino Tirante (ur. 16 października 1961) – filipiński zapaśnik walczący w obu stylach. Olimpijczyk z Seulu 1988, gdzie zajął siedemnaste miejsce w stylu klasycznym i 21. miejsce w stylu wolnym. Walczył w wadze muszej.

## Letnie Igrzyska Olimpijskie 1988
| Konkurencja      | Rundy eliminacyjne  | Rundy eliminacyjne       | Klas. końcowa |
| Konkurencja      | Przeciwnik I        | Przeciwnik II            | Miejsce       |
| ---------------- | ------------------- | ------------------------ | ------------- |
| 52 kg styl wolny | László Bíró (HUN) P | Nguyễn Kim Hương (VIE) P | 21.           |

| Konkurencja          | Rundy eliminacyjne | Rundy eliminacyjne      | Klas. końcowa |
| Konkurencja          | Przeciwnik I       | Przeciwnik II           | Miejsce       |
| -------------------- | ------------------ | ----------------------- | ------------- |
| 52 kg styl klasyczny | Erol Kemah (TUR) P | Christo Fiłczew (BUL) P | 17.           |